# Ложкин, Алексей Александрович
Алексе́й Алекса́ндрович Ло́жкин (род. 15 апреля 1986 года, Кирово-Чепецк, Кировская область, РСФСР, СССР) — российский  хоккеист, выступавший за клубы главных хоккейных лиг Белоруссии, Казахстана и Украины.

## Биография
Родился 15 апреля 1986 года в Кирово-Чепецке. Брат хоккеиста Кирилла Ложкина. Воспитанник ДЮСШ местного хоккейного клуба «Олимпия» (первый тренер Ю. В. Беляев), в котором и начал свою игровую карьеру. В 2007—2010 годах продолжал выступать в командах младших российских лиг — волжской «Ариаде-Акпарс», новочебоксарском «Соколе» и саратовском «Кристалле».
В сезоне 2010/11 играл в клубе Белорусской экстралиги «Химик-СКА» (Новополоцк), после чего вернулся в «Ариаду-Акпарс» из Волжска (с 2013 года — ХК «Ариада»). В 2013 году в составе сборной России выиграл бронзовые медали Зимней Универсиады 2013 года.
В сезоне 2014/15 выступал в клубе Казахской хоккейной лиги «Бейбарыс» (Атырау) В том же сезоне вернулся в российские команды ВХЛ — сначала в орский «Южный Урал», затем в перешёл в тюменский «Рубин», в 2017 году вновь принял приглашение альметьевского «Нефтяника».
С 17 сентября 2018 года выступал в составе ангарского «Ермака», с 8 января 2020 года — в составе «Рязани». В сезоне 2020/21 вернулся в «Ермак», завершил его в составе новичка Украинской хоккейной лиги клуба «Мариуполь». Пропустив следующий сезон, в сезоне 2022/23 участвовал в Первенстве Всероссийской хоккейной лиги (ВХЛ-Б) в составе казанского «Феникса» и клуба «Челны» из Набережных Челнов, которым после расформирования в 2023 году первенства перешёл в ВХЛ. С октября 2023 года выступал в составе клубов казахстанской Pro Hokei Ligasy: усть-каменогорского «Торпедо» и вновь атырауского «Бейбарыса». В сезоне 2024/25 заключил контракт с вошедшей в ВХЛ кирово-чепецкой «Олимпией».

## Достижения
- Бронзовый призёр Зимней Универсиады 2013[3].